# Queyu jezik
Queyu jezik (ISO 639-3: qvy; choyo, zhaba), sinotibetski jezik uže tibetsko-burmanske skupine, kojim govori 7 000 ljudi (1995) u Sichuanu, tibetskoj autonomnoj prefekturi Garzê u okruzima Xinlong, Yajiang i Litang, Kina. Naziv zhaba koristi se u Tuanjie, ali nije isto što i zhaba [zhb] jezik koji se govori u distriktu Zhamai.
Queju pripada skupini tangut-qiang, podskupini qiang.

## Vanjske poveznice
- Ethnologue (14th)
- Ethnologue (15th)